# Patrick Rambaud

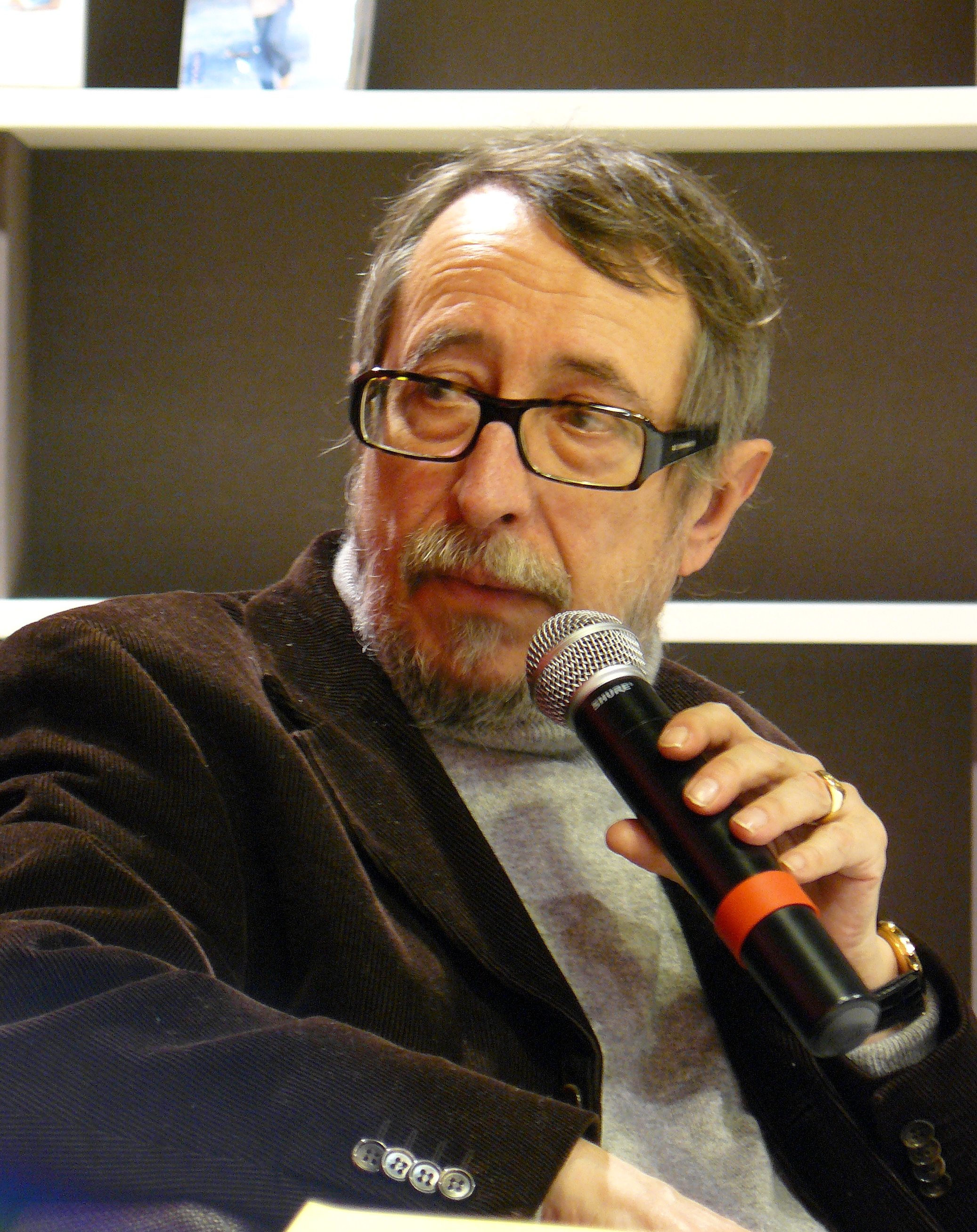
Patrick Rambaud 23 de febrer de 2010

Patrick Rambaud (21 d'abril de 1946, París, França) escriptor francès, Premi Goncourt de l'any 1997.

## Biografia

### Primers anys
Va estudiar a l'Institut Condorcet de París i alguns mesos a la Universitat de Nanterre.
El 1968 va fer el servei militar a l'exèrcit de l'aire durant setze mesos.

### Carrera literària
Abans d'iniciar la seva carrera literària el 1967 (tenía 21 anys) va participar com a crític de cinema en el programa "Masque et Plume", de France Inter.
El 1970 va cofundar amb Jean-François Bizot i Michel-Antoine Burnier la publicació satírica "Actuel", on durant catorze anys va publicar escrits amb la paròdia de nombroses personalitats literàries (Françoise Sagan, Louis Aragon, Marguerite Duras i altres), universitàries i polítiques. El 1972, va co-escriure el guió de la pel·lícula documental "La Route" escrita i dirigida per Bizot.
Amb el seu cosí Burnier, van escriure paròdies i novel·les històriques que van obtenir els premis Alexandre Dumas i Lamartine, i paral·lemament amb Bernard Haller va escriure un espectacle teatral, "Fregoli", representat per Jérôme Savary.
Com a guionista ha col·laborat amb Jean-Pierre Mocky, a "Les saisons du plaisir" i "Une nuit à l'Assemblée".
Aquest tipus de literatura l'ha popularitzat i d'alguna forma s'ha convertit en la seva especialitat, al marge que ha també escrit una gran quantitat d'bres per a tercers fent de "negre" o "escriptor fantasma", com la biografia de l'actriu Paulette Dubost. Rambaud calcula que, en total, entre obres pròpies (més de 30 llibres) i de tercers, ha escrit més de cent mil pàgines.
Malgrat aquesta activitat el 1997 va aconseguir el Premi Goncourt per una novel·la de caràcter històric "La Batalla", on descriu la desfeta napoleònica a la batalla d'Aspern-Essling, narració inspirada en una obra no finalitzada d'Honoré de Balzac de 1928. El 2008 va ser escollit membre de l'Academia Goncourt.
Entre les seves obres dedicades a polítics francesos cal destacar:
- "Le trone et l'ecorce" (François Mitterrand).[6]
- "Chronique du règne de Nicolas 1er" (Nicolas Sarkozy)[7]
- "François Le Petit" (François Hollande).

## Obres i premis literàris

### Obres
- 1976: Les Complots de la liberté - 1832
- 1977: Parodies

- 1984: Fric-frac
- 1985: La Mort d'un ministre
- 1986: Comment se tuer sans avoir l'air
- 1988:
  - Virginie Q. - amb el pseudònim de Marguerite Duraille
  - Le Visage parle
- 1990:
  - Elena Ceausescu : carnets secrets
  - Ubu président
- 1991: Les Mirobolantes Aventures de Fregoli
- 1996:
  - Le Gros Secret : mémoires du labrador de François Mitterrand
  - Mururoa mon amour - amb el pseudònim de Marguerite Duraille
- 1997: 
  - La Batalla
  - Le Journalisme sans peine
- 1998: Les Aventures de maI
- 2000: Il neigeait
- 2001: Bernard Pivot reçoit…
- 2002: Comme des rats
- 2003: L'Absent
- 2004: Le Sacre de Napoléon - 2 décembre 1804
- 2005: L'Idiot du village
- 2006: Le Chat botté
- 2007-2013
  - La Grammaire en s'amusant
    - Chroniques du règne de Nicolas Ier
    - Chronique du règne de Nicolas Ier
    - Deuxième chronique du règne de Nicolas Ier
    - Troisième chronique du règne de Nicolas Ier
    - Quatrième chronique du règne de Nicolas Ier
    - Cinquième chronique du règne de Nicolas Ier
    - Tombeau de Nicolas Ier, avènement de François IV
- 2015: Le Maître
- 2016: François le Petit
- 2017: Chronique d'une fin de règne
- 2019: Emmanuel le Magnifique: chronique d'un regne

### Premis
- 1997: Premi Goncourt i de l'Academia Francesa per "La Bataille". Hi ha traducció al català.[8]
- 2000: "Literary Award 2000" de la Napoleonic Society of America.[9]
- 2001: Premi "Cine Roman Carte noire 2001" per "Il neigeait"[9]
- 2015: Premi Montblanc i Premi Palatine per "Le Maître".